# シマダイカー
シマダイカー（Cephalophus zebra）は、哺乳綱偶蹄目（鯨偶蹄目とする説もあり）ウシ科ダイカー属に分類される偶蹄類。

## 分布
ギニア、コートジボワール、シエラレオネ、リベリア

## 形態
頭胴長（体長）85 - 90センチメートル。体高40 - 50センチメートル。体重15 - 20キログラム。頭頂部の体毛はあまり逆立たないか、ほぼ逆立たない。背面は淡赤褐色で、12 - 15本の横縞が入る。頭部や頸部・臀部・四肢は、赤褐色。
雌雄共に角があり、断面は円形。角長オス4 - 4.8センチメートル、メス2 - 2.5センチメートル。

## 生態
主に一次林に生息するが、山地林や二次林・農耕地でみられることもある。
木の葉や果実などを食べる。
繁殖様式は胎生。妊娠期間は221 - 229日。

## 人間との関係
生息地では食用とされることもある。
食用（ブッシュミート）の狩猟、森林伐採や農地開発による生息地の破壊などにより、生息数は減少している。生息地の一部は、サポ国立公園（リベリア）やタイ国立公園(コートジボワール)などの国立公園や保護区に指定されている。